# Diecezja Larantuka
Diecezja Larantuka (łac. Dioecesis Larantukana, indonez. Keuskupan Larantuka) – rzymskokatolicka diecezja ze stolicą w Larantuce w prowincji Małe Wyspy Sundajskie Wschodnie, w Indonezji. Biskupstwo jest sufraganią archidiecezji Ende.
W 2004 w diecezji służyło 58 braci i 269 sióstr zakonnych.

## Historia
8 marca 1951 papież Pius XII bullą Omnium Ecclesiarum erygował wikariat apostolski Larantuka. Dotychczas wierni z tych terenów należeli do wikariatu apostolskiego Małych Wysp Sundajskich (obecnie archidiecezja Ende).
3 stycznia 1961 papież Jan XXIII podniósł wikariat apostolski Larantuka do rangi diecezji.

## Ordynariusze

### Wikariusz apostolski
- Gabriel Manek SVD (1951 – 1961) następnie mianowany arcybiskupem Endeh

### Biskupi
- Antoine Hubert Thijssen SVD[1] (1961 – 1973) następnie mianowany administratorem apostolskim diecezji Denpasar
- Darius Nggawa SVD (1974 – 2004)
- Franciscus Kopong Kung (2004 – nadal)